# Lándorpuszta
Lándor vagy Lándorpuszta, korábban Hetény, ma Komárom város része.

## Története
Györffy György szerint első említése 1247 utánra tehető a Katapán (Koppány) nembéliek perében. 1291-ben a király a Nanduron lakó király conditionariusok birtokait is az érseknek adományozza. 1358-ban Győr és Komárom vármegye közös nemesi közgyűlésén Zakalus-i Korch fiai Péter és László panaszt tettek amiért az esztergomi egyház lándori (Nandur) jobbágyai Kava birtokukat használták és bitorolták. 1473-ban Kavai Posár Domokos tiltakozik az ellen, hogy a nándori érseki népek az ő Gég nevű, a garamszentbenedeki apátságtól bérelt pusztáját hatalmasul használják.
1554-1563 között Nándorként említik, de akkor elhagyatott. A jobbágyok Komáromban éltek, s visszatérni csak akkor voltak hajlandóak, ha az érsek felszabadítja őket.
1849. augusztus 1-ének éjjelén osztrák katonák menekültek Lándoron keresztül a Csallóközbe. A 19. század utolsó harmadában az esztergomi uradalomban Lándor, az érsekújváriban Bajcs, Farkasd, Anyala, a gútaiban Csém és Bálványszakállas mintagazdaságokká fejlődtek.
Hetény térképe Lándorpusztával 1888-ból az Esztergomi Állami Levéltárban található.
A 19. század közepén Fényes Elek ezt írja róla: „Lándor, puszta, Komárom vmegyében, Komáromhoz 1 mfld. a Nyitra vize két mellékén fekszik. Belső és Külső-Lándorra oszlik s 3100 hold kiterjedésű. Szántóföld igen kevés van, csaknem egészen kaszálló rétekből állván, mellyek az árvíz által gyakran rongáltatnak. Birja az esztergomi érsek.”
Borovszky Samu monográfiasorozatának Komárom vármegyét tárgyaló kötetében a Hetényt leíró részben: „Pusztalándor már 1250 körü1 szerepel és 1291-ben két ilyen nevű helység említtetik, duae villae Nandur alakban. E két Nandurt, mely egymással szomszédos volt, az esztergomi érsek népei és a királyi udvarnokok lakták, míg azután III. Endre király, 1291-ben, mind a két Nándur falut Ladomér esztergomi érseknek adományozta. 1487-ben az érseki halászoknak egyik fontos állomása volt ez. 1554-63 között Nandor néven van említve, de ekkor néptelen, puszta hely, melyet a törökök dúltak fel. Ekkor megszünt falu lenni és Belső- és Külső-Landor puszta elnevezés alatt szerepelt tovább. Belsőlándoron van a vágbalparti ármentesítő társulat szivattyútelepe.”